# Curcuma ruiliensis
Curcuma ruiliensis là một loài thực vật có hoa trong họ Gừng. Loài này được Nian‐He Xia và Juan Chen mô tả khoa học đầu tiên năm 2021. Mẫu định danh: Chen Juan et al. 17082304, thu thập ngày 23 tháng 8 năm 2017 ở cao độ 878 m, tọa độ  23°56′2″B 97°36′37″Đ / 23,93389°B 97,61028°Đ, thôn Đẳng Kiết (等嘎), trấn Lộng Đảo (弄岛), huyện cấp thị Thụy Lệ, châu tự trị dân tộc Thái, Cảnh Pha Đức Hoành, tỉnh Vân Nam, Trung Quốc. Tên gọi địa phương: 瑞丽莪术, bính âm: ruì lì é zhú, Hán-Việt: Thụy Lệ nga thuật, nghĩa đen là nga truật Thụy Lệ. Được xếp trong phân chi Curcuma.

## Từ nguyên
Tính từ định danh ruiliensis có nguồn gốc từ địa phương nơi nó được thu thập là huyện cấp thị Thụy Lệ (瑞丽, bính âm: Ruì lì), châu tự trị Đức Hoành, tỉnh Vân Nam, Trung Quốc.

## Phân bố
Loài đặc hữu Trung Quốc, hiện chỉ được biết đến ở Đức Hoành và vùng lân cận.

## Mô tả
Cây thảo thân rễ, cao 85–110 cm. Thân rễ chính 4,0-6,0 × 2,5-3,0 cm, không phân nhánh hoặc ít nhánh, hình trứng, mọng thịt, vỏ màu nâu sẫm, ruột màu vàng nhạt; nhiều rễ, đường kính 3–9 mm ở đỉnh, có củ và mọng thịt, vỏ màu nâu đến trắng, ruột màu trắng; củ rễ nhiều, 3,0-4,0 × 2,0-2,8 cm, hình trứng ngược, vỏ màu nâu đến trắng, ruột màu trắng. Chồi lá thường có 5 lá khi ra hoa; bẹ lá màu xanh lục, gốc màu tía, thưa lông tơ, rậm lông tơ ở mép; lưỡi bẹ dài 5–6 mm, 2 thùy, có lông tơ ở mép; cuống lá dài đến 27 cm, màu xanh lục, thưa lông tơ; phiến lá 9-11 × 47–62 cm (đo khi ra hoa), hình elip, đáy nhọn thon, hơi lệch, đỉnh thon nhỏ dần với chóp đỉnh có lông tơ, mép nguyên và nhẵn nhụi, mặt gần trục màu xanh lục với sọc tía rõ ràng, rộng ~2 cm, nhẵn nhụi; mặt xa trục dày lông tơ. Cụm hoa bên vào tháng 4 đến đầu tháng 6 và cụm hoa trung tâm vào tháng 7-10; cành hoa bông thóc ~15 × 8–9 cm, gồm 38-45 lá bắc; cuống thường ở dưới đất, dài 5–9 cm, có các lá bắc bẹ, lá bắc bẹ trung tâm dài đến 12 cm, ẩn trong các thân giả, màu xanh lục, có lông tơ; lá bắc mào 5,9 × 1,1 cm, hình mác, tỏa rộng lệch, đỉnh không uốn ngược và thon nhỏ dần và có mấu nhọn, màu tía, rậm lông tơ cả hai mặt; lá bắc sinh sản 4,5 × 1,6 cm, hình mác đến hình trứng, phần lớn mọc thẳng, màu xanh lục, hợp sinh ở 1/3 phía trên gốc, đỉnh nhọn hẹp, rậm lông tơ cả hai mặt; xim hoa bọ cạp xoắn ốc có 3-4 hoa ở gốc cụm hoa, 1-2 hoa ở ngọn; lá bắc con 1,5 × 0,6 cm, hình elip, đỉnh nhọn, màu trắng, nhẵn nhụi cả hai mặt. Hoa dài 5,0-5,3 cm, thò ra nhiều từ lá bắc. Đài hoa dài 1,0-1,8 cm, hình ống, 3 răng rõ nét, đỉnh nhọn, màu trắng với đỉnh màu hồng, mặt ngoài có lông tơ. Ống hoa dài 2,8-3,0 cm, đáy hình trụ hẹp, đỉnh hình phễu, màu trắng, có lông tơ mặt ngoài, có lông nhung ở họng; các thùy tràng bên 0,9-1,0 × 1,4 cm, hình elip, đỉnh tù và hơi lõm, màu trắng với đỉnh màu hồng, hai mặt nhẵn nhụi; thùy tràng lưng 1,5 × 1,2 cm, hình elip và lõm, màu trắng, nhẵn nhụi cả hai mặt, đỉnh có mấu nhọn dài ~3 mm, màu hồng, thưa lông tơ. Các nhị lép bên 1,6-1,8 × 0,6-0,8 cm, hình thìa, màu vàng, nhẵn nhụi cả hai mặt; cánh môi 1,8-2,0 × 1,5-1,6 cm, hình quạt, thùy giữa với đỉnh nhọn và không cao hơn các thùy bên, vết rạch dài 45 mm, màu vàng, hai dải màu da cam sẫm ở tâm, nhẵn nhụi cả hai mặt. Nhị dài 1,4 cm; chỉ nhị dài 7 mm, rộng, dẹt, màu vàng; bao phấn dài 7 mm, màu vàng, cựa ngắn, dài 3 mm, màu vàng, không mào bao phấn. Tuyến trên bầu 2, dài 4–5 mm, thẳng. Vòi nhụy màu trắng, nhẵn nhụi; đầu nhụy rộng 1 mm, hình đầu, màu trắng, lỗ nhỏ có lông rung. Bầu nhụy hình trứng, 4 × 2 mm, 3 ngăn, màu trắng, mặt ngoài có lông tơ; quả nang hình cầu, 3 ngăn, màu trắng, mặt ngoài có lông tơ; hạt hình trứng ngược không đều, dài 5 mm, màu kem đến nâu nhạt, bóng, nằm trong áo hạt màu trắng trong mờ, xé rách. Ra hoa lần đầu tiên từ tháng 4 đến đầu tháng 6; lần thứ hai từ tháng 7-10. Tạo quả từ tháng 5 trở đi. 2n = 84.
C. ruiliensis là thành viên của phân chi Curcuma, vì nó có cả cụm hoa bên và cụm hoa trung tâm, lá bắc mào, hoa dạng họng, 2 tuyến trên bầu và 2 cựa hướng về phía trước. Loài này có thể tạo ra nhiều hạt và với số nhiễm sắc thể 2n = 84 thì nó khá khác biệt với các loài khác thuộc chi Curcuma có ở Trung Quốc. Hai loài tạo hạt khác có số nhiễm sắc thể 2n = 84 là C. nankunshanensis và C. kwangsiensis.
C. ruiliensis gần giống với C. kwangsiensis ở chỗ phiến lá có lông tơ, nhưng khác ở chỗ thân rễ màu vàng nhạt, củ hình trứng ngược, lưỡi bẹ dài hơn, lá bắc mào hình mũi mác, tỏa rộng lệch, đỉnh thon nhỏ không bao giờ tù, không uốn ngược, lá bắc sinh sản xếp lợp dày đặc, hình mũi mác đến hình trứng, tỏa rộng lệch, đỉnh nhọn hẹp không bao giờ tù, không uốn ngược hoặc hơi uốn ngược, hoa lớn hơn, đài hoa dài hơn và cánh môi hình quạt. Ngoài ra, C. ruiliensis là một loài cao nguyên (mọc ở cao độ 700-1.800 m) nhưng C. kwangsiensis mọc và được trồng ở cao độ thấp (50–100 m). Kiểu lông trên phiến lá C. ruiliensis rất dễ thay đổi, nhưng sự thay đổi như vậy không thấy có ở C. kwangsiensis.
Dễ dàng phân biệt C. ruiliensis với C. nankunshanensis vì lưỡi bẹ dài hơn, phiến lá nhỏ hơn, cuống cụm hoa bên ngắn hơn, thường là ngầm dưới đất, cành hoa bông thóc dày đặc, lá bắc mào hẹp hơn, đỉnh nhọn hẹp, lá bắc sinh sản hẹp hơn, đỉnh nhọn và không uốn ngược, hoa lớn hơn và thò ra nhiều từ các lá bắc, cánh môi hình quạt, thùy giữa của cánh môi với đỉnh nhọn và không cao hơn các thùy bên.
C. ruiliensis cũng tương tự như C. yunnanensis ở chỗ thân rễ màu vàng và có các sọc màu tía ở mặt trên của phiến lá, nhưng khác ở chỗ có tầm vóc nhỏ hơn nhiều, các thân rễ không phân nhánh, phiến lá nhỏ hơn, lá nhẵn nhụi mặt gần trục, có lông tơ mặt xa trục, lá bắc sinh sản và lá bắc mào hình mũi mác, hình dạng khác nhau của cánh môi (hình quạt so với hình tròn) và tạo hạt.

## Sử dụng
Không sử dụng nào đã được báo cáo.